# Xanthaciura quadrisetosa
Xanthaciura quadrisetosa är en tvåvingeart som först beskrevs av Friedrich Georg Hendel 1914.  Xanthaciura quadrisetosa ingår i släktet Xanthaciura och familjen borrflugor. Inga underarter finns listade i Catalogue of Life.